# Stephan Josef Stephan
Stephan Josef Stephan (* 29. Februar 1772 in Fritzlar; † 5. Januar 1844 in Braunfels) war höchster Solms-Braunfelsscher Beamter und königlich-preußischer Landrat im Kreis Braunfels.

## Leben

### Familie
Stephan Josef Stephan war der Sohn des Administrators Ordinis Teutonicae Johann Hermann Stephan und dessen Frau Maria Elisabeth geborene Schott. Stephan Josef Stephan, der evangelischer Konfession war, heiratete am 31. Oktober 1802 in Braunfels Sophie Albertine Wilhelmine Kehrer (* 3. Juli 1768 in Erbach im Odenwald; 19. August 1849 in Braunfels), die Tochter des Landcommissarius Kehrer aus Erbach.

### Werdegang
Stephan Josef Stephan besuchte das Gymnasium und studierte ab 1789 Rechtswissenschaften an der Universität Marburg. Ab dem 31. August 1793 war er zunächst als Advokat in Marburg tätig, bevor er am 1. Januar 1795 in Solms-Braunfelssche Dienste trat. Dort war er zunächst Amtsassessor beim fürstlichen Justizamt in Braunfels und wurde dann in die fürstliche Verwaltung übernommen. Am 2. Januar 1796 wurde er Kabinettssekretär, am 12. April 1800 Kabinettsrat und schließlich am 17. Dezember 1812 Kammerdirektor und Solms-Braunfeldischer Geheimer Rat.
Mit der Rheinbundakte 1806 war der Fürst von Solms-Braunfels mediatisiert worden. Nach den Verhandlungen des Wiener Kongresses war das ehemalige Fürstentum Solms-Braunfels preußisch geworden und in Preußen 1816 Teil des Kreises Braunfels geworden. Stephan Josef Stephan wurde nun – zusätzlich zu seiner Tätigkeit für den Fürsten – erster königlich preußischer Landrat dieses Kreises. Faktisch nahm er diese Funktion als landrätlicher Kommissar ab April 1816 statt. Die Vereidigung auf den preußischen König erfolgte am 15. Oktober 1816, zum 16. Januar 1817 folgte die Ernennung zum Landrat.
Zum 1. Oktober 1820 wurde er auf eigenen Wunsch vom Amt des Landrats entbunden und Friedrich Felix Furkel folgte ihm als Landrat. Als Grund für seine Demission gab er die Unvereinbarkeit zwischen dem Amt als preußischer Landrat und als Solms-Braunfelser Kammerdirektor an.
In langen Verhandlungen gelang es dem Fürsten, mit Preußen eine Erweiterung der standesherrlichen Kompetenzen zu erreichen. 1828 wurde die Fürstlich Solms-Braunfels’sche Regierung gebildet, die diese Verwaltungsaufgaben und auch die Funktion einer Patrimonialgerichtes zweiter Instanz wahrnahm. Stephan Josef Stephan wurde Regierungsdirektor dieser Regierung. Daneben bestand die Regierung aus den beiden Regierungsräten von Gruben und Medizinalrat Dr. Held. 1837 stellte der Fürst beim königlichen Oberpräsidium den Antrag, Regierungsdirektor Stephan künftig den Titel eines Regierungspräsidenten zu verleihen. Das Oberpräsidium der Rheinprovinz lehnte diesen Antrag ab. Dennoch genehmigte der König mit Schreiben vom 16. Mai 1838 den Titel eines "Fürstlich Solms-Braunfelsischen Präsidenten" für Stephan. Nach Stephans Tod im Jahr 1844 wurde Hofmann sein Nachfolger.